# Füstös réce
A füstös réce (Melanitta fusca) a madarak osztályának lúdalakúak (Anseriformes)  rendjébe és a récefélék (Anatidae) családjába tartozó faj.

## Rendszerezése
A fajt Carl von Linné svéd természettudós írta le 1758-ban, az Anas nembe Anas fusca néven.

## Alfaja
- Melanitta fusca deglandi vagy Melanitta deglandi (Bonaparte, 1850)
- Melanitta fusca fusca (Linnaeus, 1758)
- Melanitta fusca stejnegeri (Ridgway, 1887)[2]

## Előfordulása
Európa és Ázsia északi részén fészkel, telelni délre vonul. Természetes élőhelyei a tűlevelű erdők, tundrák, tengerpartok, édesvizű tavak, folyók és patakok környéke. Rövidtávú vonuló.

### Kárpát-medencei előfordulása
Magyarországon ritka átvonuló és téli vendég, elsősorban a Dunánál, a Tiszán és a Balatonon, szeptember és április között.

## Megjelenése
Testhossza 51-58 centiméter, a szárnyfesztávolsága 90-99 centiméter, testtömege 1100-2000 gramm. A tojó kisebb, mint a hím. A madár tollazata nagyrészt sötét, majdnem fekete, szeménél és szárnyán fehér folt van.

## Életmódja
Főleg kagylókkal, csigákkal, tüskésbőrűekkel és rákokkal táplálkozik, de költési időszakban rovarokat és növényi anyagokat is fogyaszt.

## Szaporodása
A fészket a tojó építi a földre, növényi anyagokból. Fészekalja 7-10 tojásból áll, melyeken 28 napig kotlik. A fiókák fészekhagyók, 4-6 hét után válnak önállóakká.
|  |

## Természetvédelmi helyzete
Az elterjedési területe rendkívül nagy, egyedszáma viszont csökken. A Természetvédelmi Világszövetség Vörös listáján sebezhető fajként szerepel. Magyarországon védett, természetvédelmi értéke 250 000 forint.